# Majuro

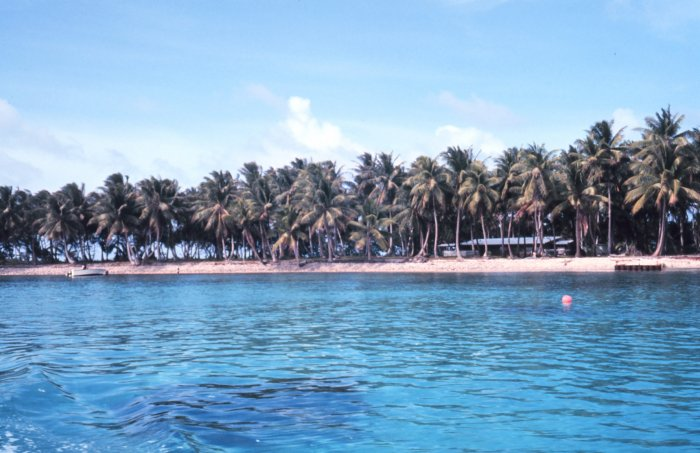
Ţărmul unei lagune din Majuro, februarie 1973

Majuro este un atol de corali ce conține 64 de insule din Oceanul Pacific, și care formează un district legislativ al Lanțului Ratak din Insulele Marshall. Atolul are o suprafață de 9,7 km2 și cuprinde o lagună de 295 km2. Ca și restul atolilor din Insulele Marshall, Majoruo este format din mase de pământ înguste.
Principala localitate, numită tot Majuro, cu o populație de 25 400 (în anul 2004), este capitala și cel mai mare oraș din Insulele Marshall.